# Högtjärnen (Mora socken, Dalarna)
Högtjärnen är en sjö i Mora kommun i Dalarna och ingår i Ljusnans huvudavrinningsområde. Sjön ligger 704 m ö.h. i naturreservatet Norra Mora vildmark omgiven av myren Högfljot. Enligt den topografiska kartan avvattnas Högtjärnen av Kölån via ett par myrar. Vattnet fortsätter därefter genom Sexan, Härjån och Ljusnan innan det når havet.